# Municipio de Sioux (condado de Clay)
El municipio de Sioux (en inglés: Sioux Township) es un municipio ubicado en el condado de Clay en el estado estadounidense de Iowa. En el año 2010 tenía una población de 336 habitantes y una densidad poblacional de 4,3 personas por km².

## Geografía
El municipio de Sioux se encuentra ubicado en las coordenadas 43°6′54″N 95°4′52″O / 43.11500, -95.08111. Según la Oficina del Censo de los Estados Unidos, el municipio tiene una superficie total de 78.1 km², de la cual 77,54 km² corresponden a tierra firme y (0,72 %) 0,56 km² es agua.

## Demografía
Según el censo de 2010, había 336 personas residiendo en el municipio de Sioux. La densidad de población era de 4,3 hab./km². De los 336 habitantes, el municipio de Sioux estaba compuesto por el 96,73 % blancos, el 0,6 % eran afroamericanos, el 0,3 % eran amerindios, el 1,79 % eran de otras razas y el 0,6 % eran de una mezcla de razas. Del total de la población el 3,27 % eran hispanos o latinos de cualquier raza.